# Ulrich Bach
Ulrich Bach (* 26. Mai 1931 in Solingen-Widdert; † 8. März 2009 in Bergisch Gladbach) war ein evangelischer Theologe. Er wurde bekannt durch sein Nachdenken über Gesunde und Behinderte in Diakonie und Theologie. Vor seinem Ruhestand war er Pastor in der Evangelischen Stiftung Volmarstein und Dozent für Neues Testament und Dogmatik an der Diakonenanstalt Martineum. Für seine theologischen Leistungen erhielt er 1981 die Ehrendoktorwürde der Evangelischen Theologie in Bochum und 2002 den Wichernpreis in Berlin.

## Leben
Geboren wurde Bach am 26. Mai 1931 in Solingen-Widdert. Seinen Schulbesuch ab 1937 in Bochum setzte er während des Krieges in Frankfurt/Main und Bad Homburg fort und legte das Abitur 1951 in Bochum ab.
1952 begann Bach in Wuppertal das Studium der evangelischen Theologie und setzte es im Sommersemester 1952 in Münster fort, bevor er an der Kinderlähmung (Polio) erkrankte. Seitdem war Bach auf einen Rollstuhl angewiesen. Sein Theologiestudium konnte er nur mit Hilfe von vier Freunden fortsetzen, die jeweils für ein Semester mit ihm zusammenzogen und ihn pflegten und begleiteten.
Nach dem ersten theologischen Examen in Bielefeld war Bach Vikar in Wittekindshof bei Bad Oeynhausen (Einrichtung für geistig Behinderte) und beendete das Vikariat 1961 mit dem zweiten theologischen Examen. Zunächst Synodalvikar der Synode Dortmund-Nordost war Bach seit 1961 Pastor in der Evangelischen Stiftung (damals Orthopädische Anstalten) Volmarstein/Ruhr und Dozent für Neues Testament und Dogmatik an der Diakonenanstalt Martineum (Volmarstein, ab 1972 Witten/Ruhr).
1973 erschienen seine ersten Veröffentlichungen zu den Themen „Theologie und Behindertenarbeit in Kirche und Gesellschaft“. Neben Rundfunksendungen und Vortragstätigkeit erschienen 1979 die „Volmarsteiner Rasiertexte. Notizen eines Rollstuhlfahrers“.
1981 wurde ihm die theologische Ehrendoktorwürde der Ruhr-Universität Bochum verliehen (zusammen mit Bengt Hägglund und Bischof Desmond Tutu).
Seit 1983 erfüllte er dort jeweils im Sommersemester seinen Lehrauftrag zum Themenkreis „der behinderte Mensch als Thema der Theologie“, „die Kirche als Kirche der Behinderten und Nicht-Behinderten“, „Heil und Heilung“.
Mit Beginn des Ruhestands 1996 zog Bach nach Kierspe-Rönsahl. Durch die erhebliche Verschlimmerung der Behinderung (Post-Polio-Syndrom) wurde er zur Beendigung seiner Vortragstätigkeit gezwungen.
2002 wurde ihm in Berlin der Wichern-Preis verliehen.
Ulrich Bach starb am 8. März 2009 in Bergisch Gladbach und ist auf dem evangelischen Friedhof in Kierspe-Rönsahl begraben.

## Theologisches Werk
Während seiner Zeit als Pastor unterrichtete Bach u. a. Luthers Kleinen Katechismus. Im ersten Artikel („Ich glaube an Gott, ... den Schöpfer...“) formulierte Martin Luther: „Ich glaube, dass mich Gott geschaffen hat samt allen Kreaturen, mir Leib und Seele, Augen, Ohren und alle Glieder, Vernunft und alle Sinne gegeben hat und noch erhält...“
Seine teils schwer behinderten Konfirmanden konfrontierten Bach mit einer Frage, die er sich auch selbst immer wieder gestellt hatte: Gilt dieses Glaubensbekenntnis auch für Menschen mit einer Behinderung? Ist es theologisch richtig, wenn sie ebenfalls bekennen: „Ich glaube, dass Gott mich mit meiner Behinderung erschaffen hat?“
Eine Theologie, die diese Frage verneinen würde, nennt Bach „Apartheidstheologie“. Denn zusätzlich zur Behinderung würden behinderte Menschen aus der Gemeinschaft der von Gott Geschaffenen ausgegrenzt.
So werden behinderte Menschen zu Prüfsteinen für die Richtigkeit theologischer Sätze. Führt eine theologische Aussage dazu, dass behinderte Menschen ausgegrenzt werden, so kann diese Aussage nicht richtig sein.
Bachs theologisches Denken hat eine „ebenerdige Theologie“ zum Ziel, in der sich behinderte wie nicht-behinderte Menschen gleichermaßen in einer Solidargemeinschaft vor Gott begreifen und gedankliche Stufen ebenso abbauen wie behindernde Stufen im öffentlichen Verkehr.
In diesem Zusammenhang stellte Ulrich Bach die Frage, inwieweit theologisches Denken vor 1933 durch eine Euthanasiementalität geprägt war und damit zum Euthanasieprogramm der Nazis beigetragen hat, und inwiefern sich dieses Denken auch nach 1945 fortsetzte.
Ulrich Bach distanziert sich klar von einer „Genitivtheologie“ (Theologie „der“ Behinderten), da er Behinderte nicht als einen Sonderfall betrachten möchte. Stattdessen sieht er in seiner Theologie eine Form abendländischer Befreiungstheologie. Zu oft ist der „gesunde“ abendländische Mensch in einem Perfektheitswahn gefangen. Demgegenüber betont Bach die Unvollkommenheit und Begrenztheit des Menschen, die jeden Menschen grundsätzlich charakterisiert. „Das Defizitäre gehört zur Definition des Humanum.“
Das Nachdenken über die menschlichen Begrenzungen führt zur Befreiung des „Hast-du-was-bist-du-was“ und zur gegenseitigen Solidarität.
Im Blick auf Jesus Christus stellt Bach auch dessen Hilfebedürftigkeit fest und kommt zum Ergebnis: Hilfe empfangen ist genauso göttlich wie Helfen.

## Wirkung
Bach hat durch sein theologisches Denken an vielen Stellen zu einem Umdenken in Kirche und Diakonie geführt. Behinderte Menschen werden theologisch nicht mehr als Objekte der Nächstenliebe nichtbehinderter Menschen betrachtet, sondern als eigenständige Subjekte wahrgenommen, die in einem solidarischen Geben und Nehmen in einem umfassenden „Patientenkollektiv“ zusammen leben.

## Werke (Auswahl)
- Volmarsteiner Rasiertexte. Notizen eines Rollstuhlfahrers. Schriftenmissionsverlag, Gladbeck 1978, 2. Aufl. Neukirchen 1981
- Boden unter den Füßen hat keiner. Plädoyer für eine solidarische Diakonie. Vandenhoeck & Ruprecht, Göttingen 1980. (2. Aufl. 1986)
- Millimeter-Geschichten. Texte zum Weitermachen. Göttingen 1981
- Kraft in leeren Händen. Die Bibel als Kursbuch. Freiburg 1983. (Herderbücherei 1023)
- Hosianna bei Gegenwind. Versuche zu beten. Freiburg 1986. (Herderbücherei 1292)
- Dem Traum entsagen, mehr als ein Mensch zu sein. Auf dem Weg zu einer diakonischen Kirche. Neukirchen 1986.
- „Heilende Gemeinde“? Versuch, einen Trend zu korrigieren. Neukirchen 1988.
- Getrenntes wird versöhnt. Wider den Sozialrassimus in Theologie und Kirche. Neukirchen-Vluyn 1991.
- „Gesunde“ und „Behinderte“. Gegen das Apartheidsdenken in Kirche und Gesellschaft. Gütersloh 1994.
- Auf dem Wege in die totale Medizin? Eine Handreichung zur „Bioethik“-Debatte. hg. von Ulrich Bach und Andreas de Kleine. Neukirchen 1999.
- Ohne die Schwächsten ist die Kirche nicht ganz. Bausteine einer Theologie nach Hadamar. Neukirchen 2006.